# Siemens ES64U4
Lokomotiva typu Siemens ES64U4 je univerzální vícesystémová elektrická lokomotiva s asynchronními motory konstruovaná na bázi EuroSprinter, nasazená z počátku jako řada 1216 (Taurus III) ÖBB, v dalších letech i u jiných dopravců, jako např. ALEX (řada 183), Slovenske železnice (řada 541), PKP Intercity (řada EU44), České dráhy aj. Poprvé byla lokomotiva představena veřejnosti 31. března 2005 v Mnichově.

## Popis
Lokomotiva je svojí elektrickou částí velmi podobná typu ES64F4, tvar a konstrukce skříně a pojezdu však vychází z typu ES64U2 s následujícími hlavními odlišnostmi:
- skříň vozidla je o 300 mm delší,
- každé stanoviště má z obou stran vstupní dveře (do ES 64U2 se vstupuje skrz strojovnu),
- odlišné uspořádání a zakrytování přístrojů na střeše,
- snížená střední část střechy pro splnění požadavků vyhlášky UIC 505 (obrys pro vozidla),
- střední návěstní světlo přemístěno nad čelní okno,
- návěstní světla z LED,
- madla pro posunovače protažená až do rohů.

Pro dodržení hmotnosti lokomotivy byla snížena hmotnost transformátoru o 2,5 t. Tím se poněkud omezil i maximální výkon lokomotivy – trvalý 6 MW, hodinový 6,4 MW.

## ÖBB 1216 Taurus 3
V říjnu 2003 změnily ÖBB objednávku na posledních 68 lokomotiv řady 1116 (typ ES64U2) na 50 lokomotiv zdokonalené verze, které budou moci být provozovány i na systému 3 kV ss. ÖBB plánovaly jejich nasazení zejména v Itálii a ve Slovinsku. Lokomotivy byly podle specifikací vybaveny příslušnými typy sběračů, vlakových zabezpečovačů a rádií, tzv. národními balíčky:
- 1216 001-025 jako varianta A pro Rakousko, Německo, Itálii a Slovinsko
- 1216 141-150 jako varianta B pro Rakousko, Německo a Slovinsko
- 1216 226-240 jako varianta C pro Rakousko, Německo, Česko a Slovensko

Kvůli zpoždění ve schvalovacím procesu pro připuštění na českou a slovenskou železniční síť byly stroje 1216 227–231 přestavěny na variantu B a v dubnu 2007 přeznačeny na 1216 127–131. Ve stejném měsíci byl stroj 1216 232 přestavěn na variantu A a přeznačen na 1216 032. Tento stroj byl použit pro schvalovací proces – pro jízdy rychlostí do 200 km/h v Itálii.
Od GVD 2007 začaly tyto stroje v rámci zkušebního provozu zajíždět do Českých Budějovic a do Brna. V červnu 2008 byla varianta C schválena s určitými omezeními pro provoz na síti SŽDC. Dne 27. října 2008 dojel poprvé stroj této řady vlastní silou až do Prahy, byl to 1216 239 v čele vlaku 573. Jeho nasazení pak pokračovalo na vlacích Ex 573 / 572 / 579 / 578 do 18. listopadu, od 11. listopadu přešel na trať Praha – Děčín. Od GVD 2009 pak byly lokomotivy řady 1216 nasazeny v běžném provozu na vlacích EC mezi Prahou a Vídní. Přímé vozbě dále do Německa však bránily problémy s přejezdem česko-německé hranice, které se podařilo vyřešit až o rok později. Vzhledem k úvraťovým jízdám mezinárodních vlaků přes pražské hlavní nádraží není momentálně potřeba jejich nasazení směrem do Německa.
Od konce května 2010 byla řada 1216 nasazena na vedení přímých EC vlaků mezi Mnichovem a severní Itálií – Veronou, Boloní a Milánem.

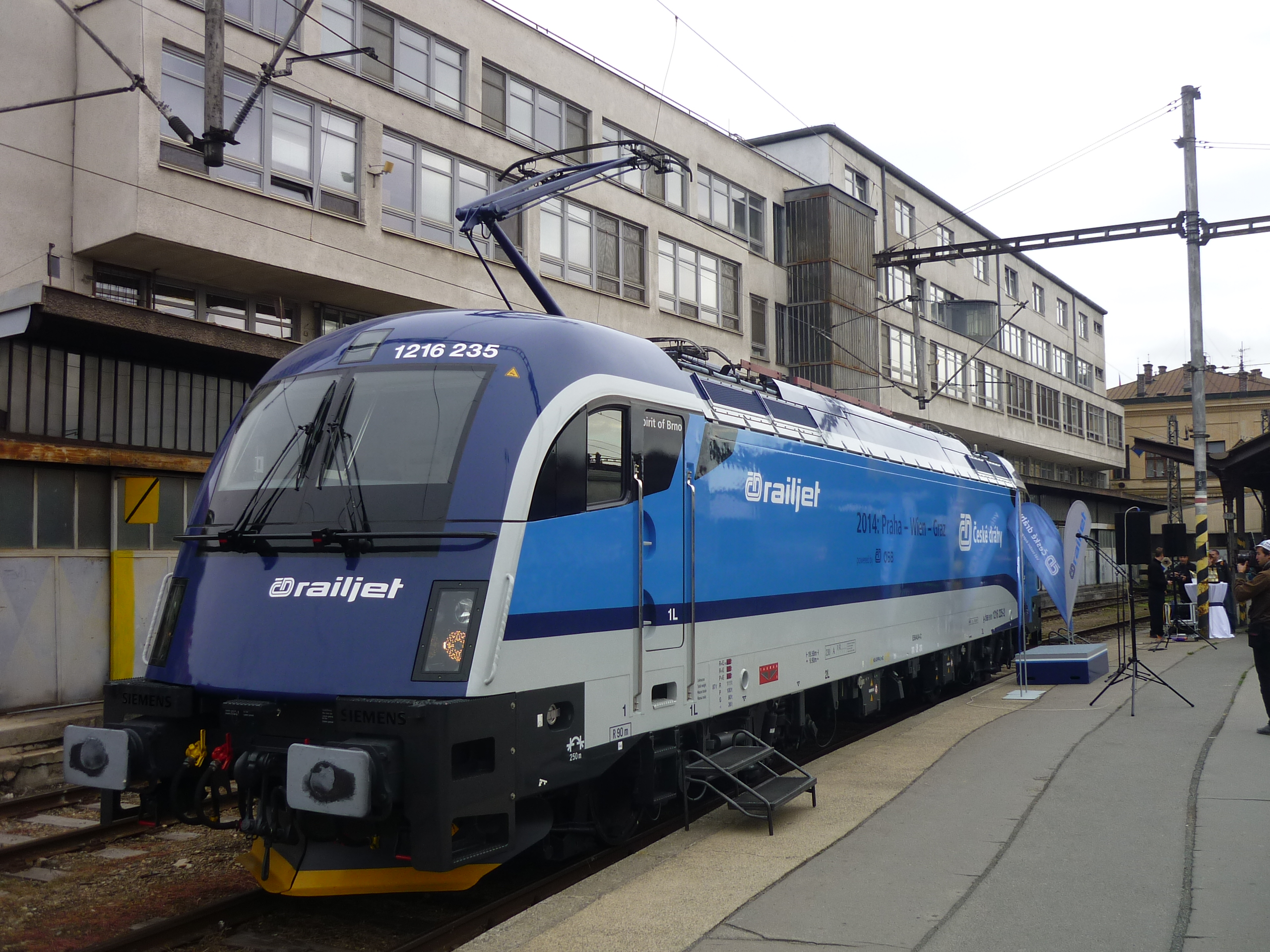
Lokomotiva ES64U4 řady 1216 v nátěru Českých drah na brněnském hlavním nádraží

Od prosince 2014 se plánovalo nasazení s railjety na lince Praha – Brno – Vídeň – Štýrský Hradec (něm. Graz).
Od prosince 2017 se plánovalo nasazení s railjety na lince Vídeň – Villach – Udine – Benátky.

## SŽ 541
Slovinský dopravce Slovenske železnice (SŽ) si objednal 12 lokomotiv za celkovou cenu 48 milionů €. Posléze objednal dalších 8 strojů. Celkově tak bylo dodáno 20 lokomotiv tohoto typu, které jsou označeny řadou 541. První lokomotiva byla dodána v dubnu 2009.
1. 541 001–022 varianta B2 pro Slovinsko, Rakousko, Německo, a Chorvatsko
2. 541 101–110 varianta F pro Slovinsko, Rakousko, Německo, Česko, Slovensko, Maďarsko, Itálii a Chorvatsko

## PKP Intercity EU44

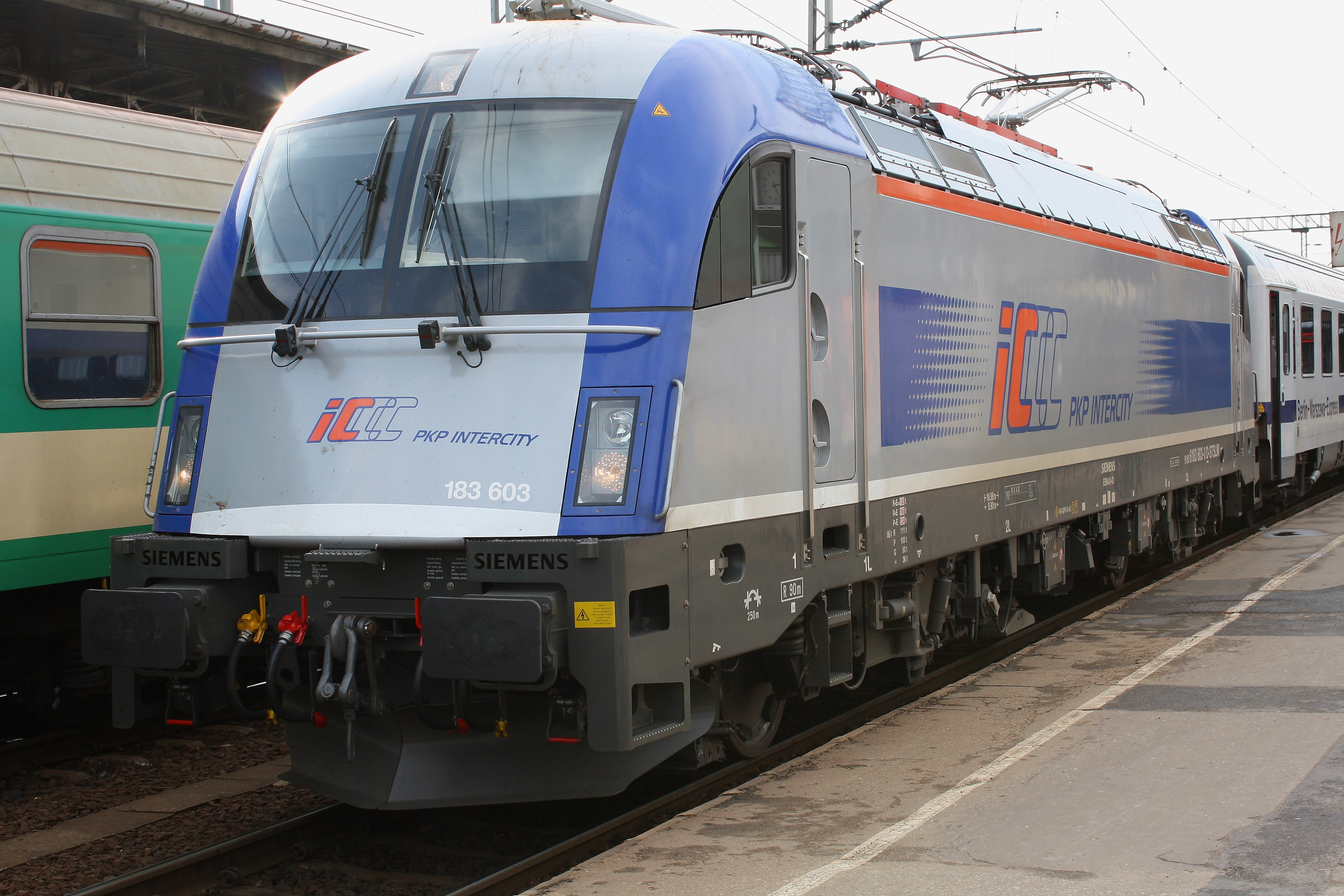
Polský EU44 „Husarz“

V červnu 2008 objednal polský dopravce PKP Intercity 10 lokomotiv typu ES64U4. Lokomotivám byla přidělena řada EU44 a byly pojmenovány Husarz (husar). První lokomotivu dodal Siemens v září téhož roku, a to s německým označením 183 601. Tato lokomotiva absolvovala nejprve sérii zkušebních jízd pro schválení tohoto typu v Polsku. V lednu 2009 k ní přibyla 183 602. Do června 2010 bylo dodáno všech 10 objednaných strojů. Od sedmého stroje byly dodávány již s polským označením řady 5 37, předchozí stroje s německým označením byly přeznačeny na tuto řadu počátkem července 2010. Od června 2010 zajížděla řada EU44 do Bohumína. Pro provozování v Česku schválena jako varianta D.
Dne 30. července 2010 podepsaly PKP Intercity a Siemens smlouvu na dodávku dalších 10 lokomotiv ES64U4 v ceně 44,5 milionů €.

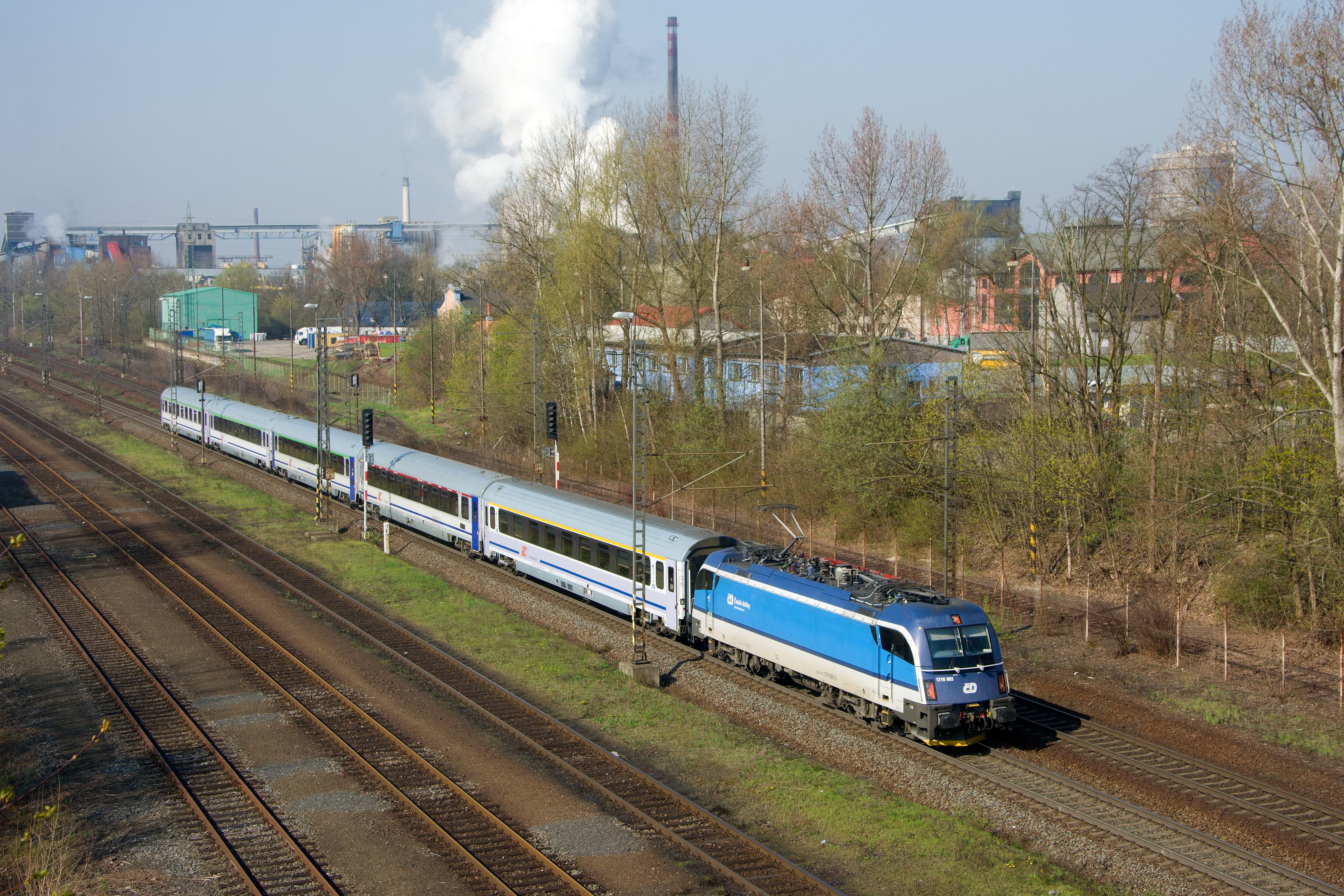
Lokomotiva 1216.903 ČD s vlakem EC Sobieski

## 1216 ČD
V roce 2019 odkoupily České dráhy dva starší stroje této řady od rakouského dopravce RTS Rail Transport Service. Konkrétně se jedná o stroje 1216.902 a 1216.903. ČD plánovaly nasadit tyto lokomotiv na rameni Bohumín – Vídeň, kde měly nahradit stroje řady 380. V září 2021 pak ČD odkoupily další čtyři stroje (č. 1216.951, 1216.952, 1216.953 a 1216.954) od rakouské firmy Wiener Lokalbahnen Cargo, čím vzrostl počet lokomotiv typu ES64U4 v parku ČD na šest kusů. Lokomotivy 951-954 budou nasazovány výhradně na vlaky EC Bohumín - Vídeň, protože disponují ETCS klíčem pouze pro tuto trať a kvůli omezenému úložišti do nich nelze nahrát žádné další klíče. Lokomotivy 902 a 903 budou postupně ustupovat implementaci výhradního provozu pod ETCS na různých tratích po ČR, o jejich dalším osudu zatím není rozhodnuto.

## Soukromí dopravci
Mezi další provozovatele těchto lokomotiv patří například PKP Cargo International, RTS Rail Transport Service, LTE, Adria Transport, CargoServ, SLB, WLB a další. Arriva vlastní 5 lokomotiv typu ES64U4-G, které jsou vybaveny pouze pro napájecí soustavy 15 a 25 kV. Jedná se o stroje 183.001–005.

## Rychlostní rekord

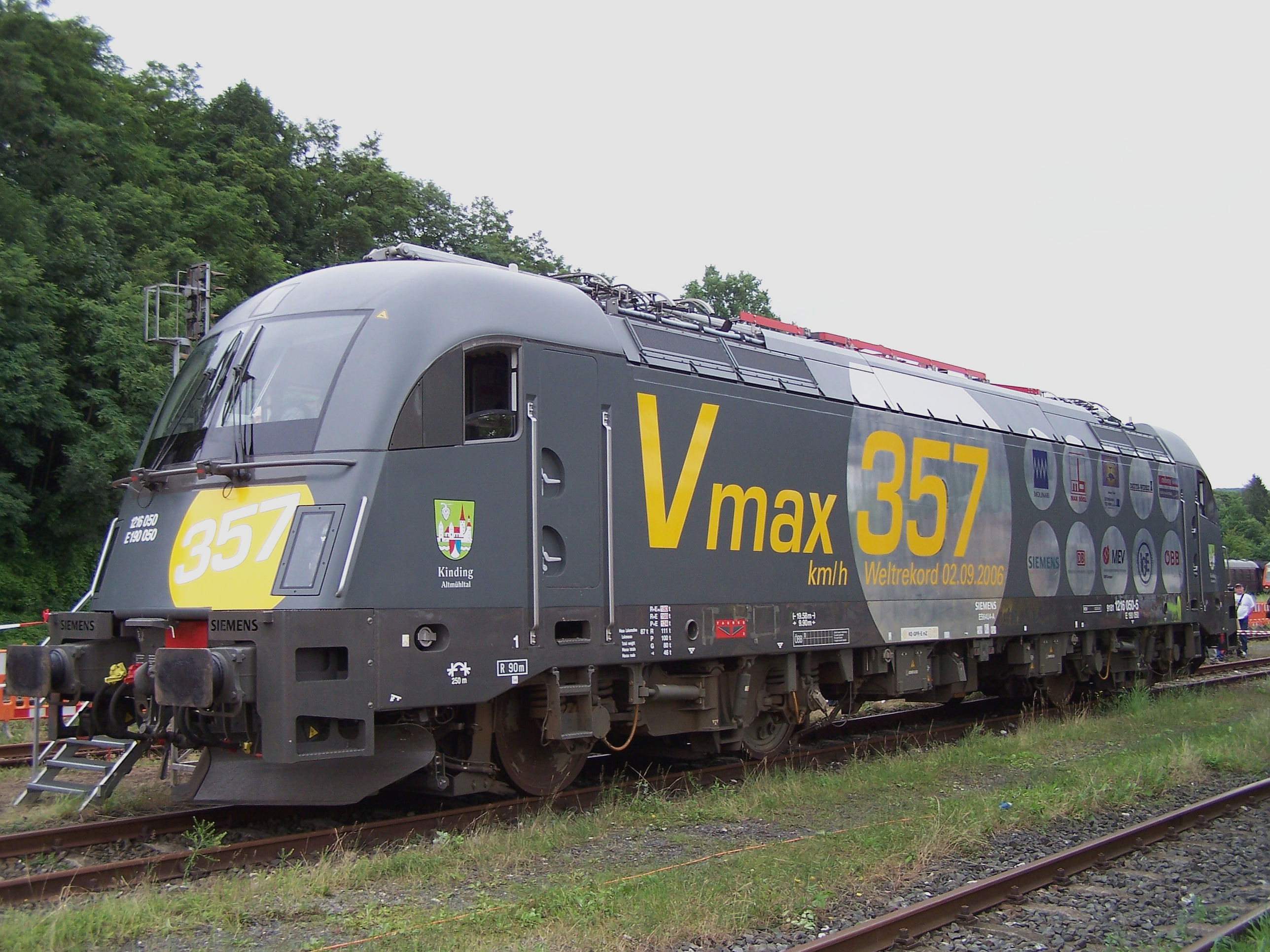
Siemens ES64U4 1216 050 v Hersbrucku

Dne 2. září 2006 ustanovila lokomotiva 1216 050 (tehdy ještě ve stavu Siemens, dnes ÖBB 1216 025) nový rychlostní rekord elektrických lokomotiv. Na vysokorychlostní trati Norimberk – Ingolstadt mezi stanicemi Kinding a Allersberg dosáhla rychlosti 357 km/h a překonala tak rekord lokomotivy BB 9004 SNCF z roku 1955.
Až do roku 2008 byla tato lokomotiva používána při zkušebních jízdách v různých zemích, včetně ČR. 25. května 2008 byla předána ÖBB a od 23. června 2008 je nasazena v provozu jako 1216 025.

## Galerie
- Lokomotiva EU44 „Husarz“ v čele spoje EuroCity 110 „Praha“ odjíždějícího ze železniční stanice Ostrava-Svinov